# 莫克 (加利福尼亞州)
莫克（英語：Mock）是位於美國加利福尼亞州因約縣的一個非建制地區。該地的面積和人口皆未知。

## 地理
莫克的座標為36°32′37″N 117°56′00″W / 36.54361°N 117.93333°W，而該地的平均海拔高度為1110米（即3642英尺）。